# Hortus Cliffortianus

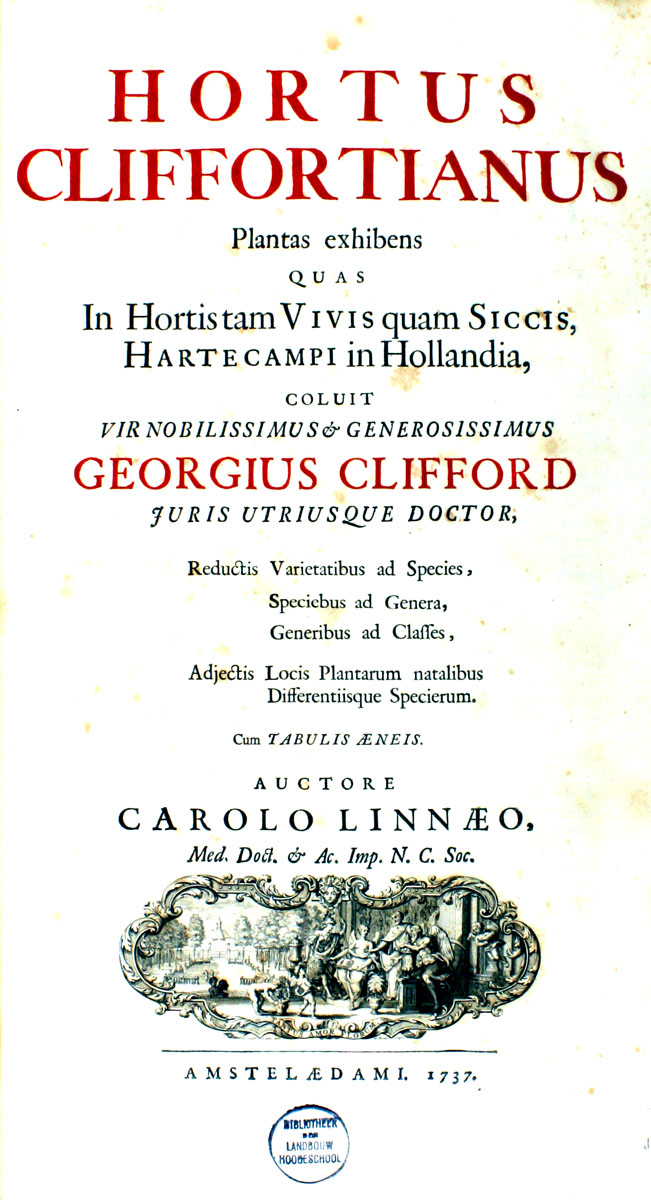
Titelblatt des Hortus Cliffortianus

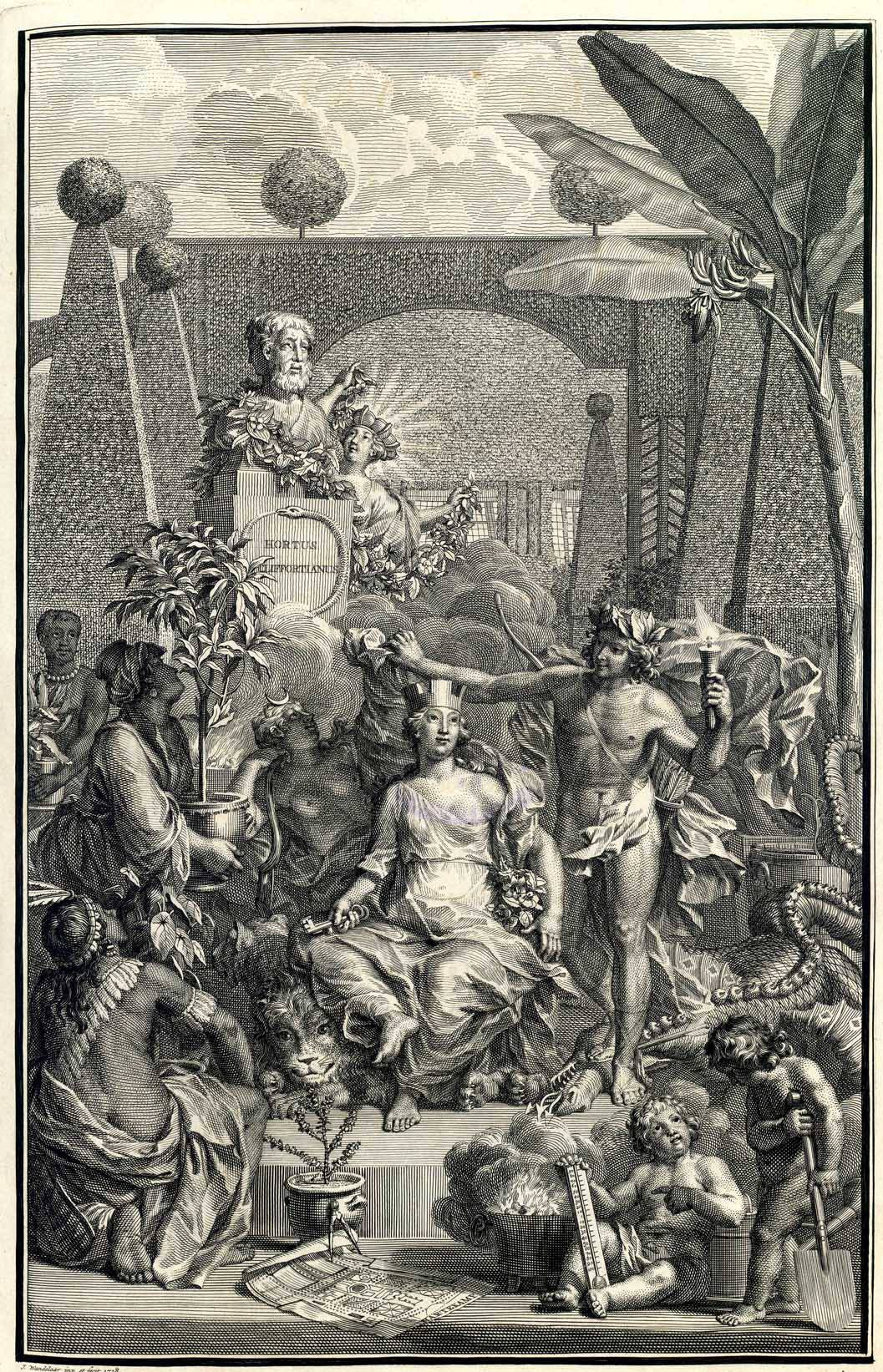
Frontispiz des Hortus Cliffortianus

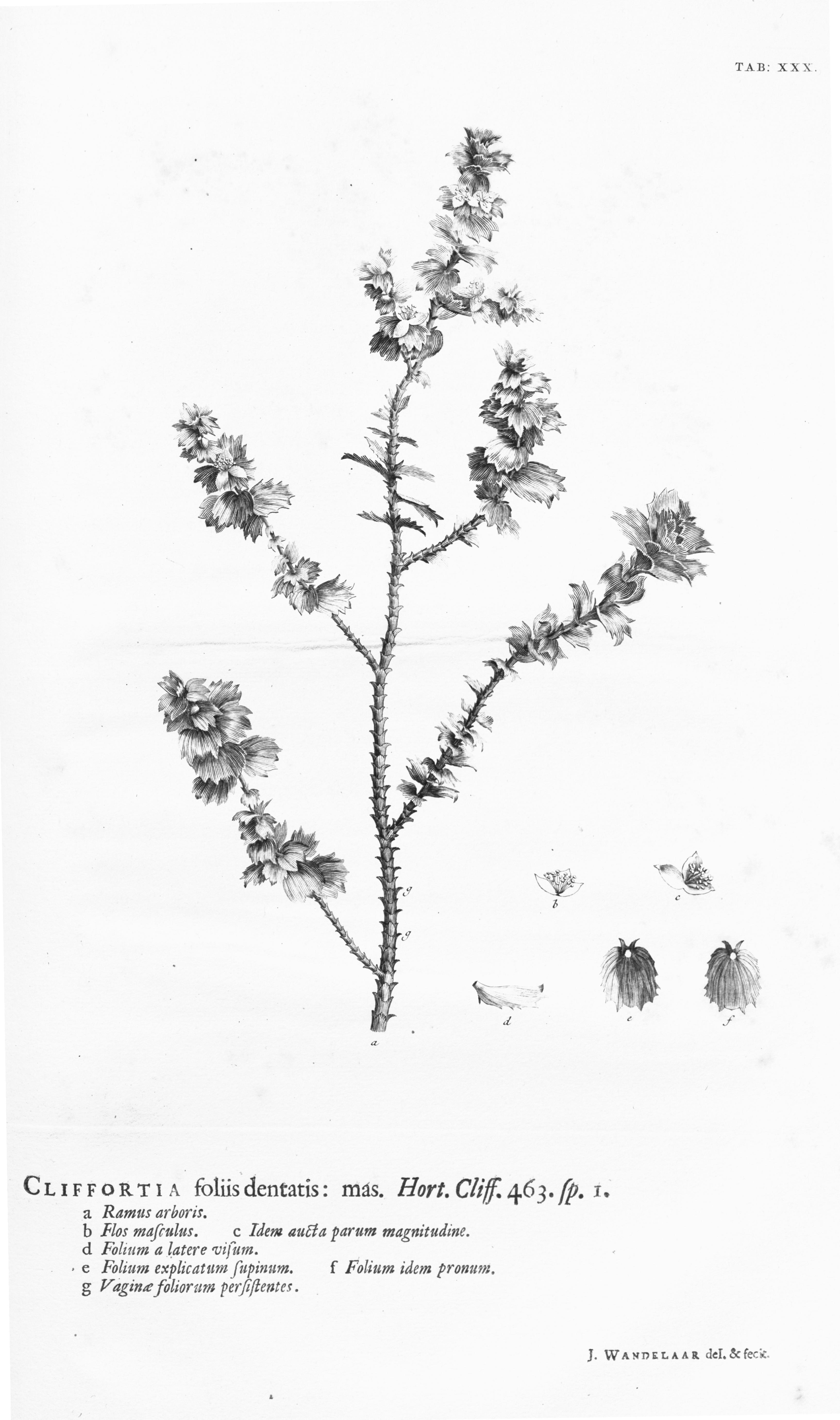
Cliffortia auf Tafel XXX. Zeichnung und Stich von Jan Wandelaar

Hortus Cliffortianus ist der Titel eines Werkes von Carl von Linné, in dem er die Pflanzen des Herbariums und des Gartens von George Clifford in Hartekamp katalogisierte.

## Werk
Die erste und einzige Auflage erschien 1738 unter dem vollständigen Titel Plantas exhibens quas in Hortis vivis quam siccis, Hartecampi in Hollandia coluit vir nobilissimus et generosissimus Georgius Clifford juris utriusque doctor reductis varietatibus as species, specibus as genera, generibus as classes, adiectis locis plantarum natalibus differentiisque specierum in Amsterdam.

### Entstehungsgeschichte
George Clifford lernte Carl von Linné im Haus von Johannes Burman kennen. Gemeinsam mit Burmann besuchte Linné am 13. August 1735 Clifford in Hartekamp. Clifford war vom jungen Linné sehr beeindruckt. Er wollte ihn als seinen persönlichen Arzt einstellen und mit der Betreuung und Katalogisierung seiner umfangreichen Sammlung beauftragen. Burman hatte zunächst Einwände. Er entdeckte dann aber in Cliffords gut ausgestatteter Bibliothek ein ihm noch fehlendes Exemplar von Hans Sloanes Natural History of Jamaica, das ihm Clifford überließ. So begann Linné seine Arbeit auf Hartekamp schließlich am 24. September 1735.
Kurze Zeit später traf auch Georg Dionysius Ehret, zu Fuß aus Leiden kommend, mit einem Empfehlungsschreiben des Markgrafen Karl III. Wilhelm von Baden-Durlach versehen, auf Hartekamp ein. Ehret präsentierte in Anwesenheit von Linné einige seiner kürzlich angefertigten Zeichnungen von in England neu entdeckten Pflanzen (zum Beispiel Collinsonia, Turnera). Clifford kaufte sie ihm kurzerhand ab und beschäftigte Ehret für mehr als einen Monat als Zeichner.
Linné erläuterte Ehret während dieser Zeit sein neues Klassifizierungssystem für Pflanzen, woraufhin Ehret, zunächst für seinen privaten Gebrauch, eine Zeichnung mit den Unterscheidungsmerkmalen der 24 Klassen anfertigte.

### Inhalt
Die in Cliffords Garten wachsenden Pflanzen hatte Linné bereits in Viridarium Cliffortianum beschrieben. Im Hortus Cliffortianus bezog er auch das umfangreiche Herbarmaterial der Sammlungen Cliffords mit ein. Er beschrieb insgesamt 2536 Arten, wovon 1251 aus dem Garten von Clifford stammten.
Linné ordnete die Arten entsprechend der in Genera Plantarum aufgestellten Gattungen ein, die wiederum den von ihm in Systema Naturae aufgestellten Klassen und Ordnungen zugeordnet sind. Für seinen Umgang mit Varietäten und Pflanzennamen verwies er auf sein Werk Critica Botanica. Bei den Arten listete er alle Synonyme auf, die er in der ihm zugänglichen Literatur finden konnte. Er machte auch Angaben zur Herkunft der Arten. Für die europäischen Pflanzen konsultierte er unter anderem beispielsweise Caspar Bauhins Pinax theatri botanici.
In der Widmung des Hortus Cliffortianus zählte Linné die aus seiner Sicht bedeutsamsten Förderer der Botanik auf: Karl Wilhelm von Baden-Durlach, Jean-Baptiste Gaston de Bourbon, Giuseppe del Bosco, Jakob de la Gardie, Hendrik Adriaan van Rheede tot Draakenstein, Georg Eberhard Rumpf, William Sherard, Gian Francesco Morosini, Caspar Bose, Simon van Beaumont, Kardinal Odoardo Farnese und Johann Konrad von Gemmingen. Er ehrte auf diese Weise zugleich seinen Gastgeber, der sich eine direkte Zueignung verbeten hatte.
Am Schluss seiner Lectori Botanico bedankte er sich bei Herman Boerhaave, Adriaan van Royen, Johann Georg Siegesbeck, Albrecht von Haller, Johannes Burman, Roell, Jan Frederik Gronovius und Philip Miller für die Übersendung von Pflanzen und Samen, die die Vielfalt des Gartens von Clifford erst ermöglichten.
Den Bestand von Cliffords Bibliothek listete er akribisch im Kapitel Bibliotheca Botanica Cliffortiana auf und verfuhr dabei nach denselben Prinzipien, die er schon in seinem Werk Bibliotheca Botanica angewendet hatte.
Hortus Cliffortianus besitzt kein Inhaltsverzeichnis im eigentlichen Sinne. Zur besseren Orientierung ist die Unterteilung des Werkes im Folgenden dargestellt:
Gliederung
- Dedicatio
- Lectori Botanico
- Bibliotheca Botanica Cliffortiano
- Genera Foliorum (3 Klassen)
- Methodus Plantarum In Horto Cliffortiano
- Hauptteil (mit den Gattungen von Canna bis Cellipora)
- Vaga
  - Vaga Palmae
  - Vaga Tournefortianea
  - Vaga Plumerianea
  - Vaga Miscellanea
  - Vaga Indefinita
- Appendix
  - Appendix Generum
  - Appendix Specierum
- Addenda
- Index. Numerus paginam donat
- Ratio. Nominum genericorum receptorum

### Frontispiz
Das von Jan Wandelaar entworfene Frontispiz zeigt in Form einer Allegorie die Bedeutung Linnés für die zeitgenössische Botanik.
In der Mitte der Tafel befindet sich die gekrönte Kybele, die auf einem Löwen sitzt. In ihrer Hand hält sie ein Paar Schlüssel, zu ihren Füßen steht ein Topf mit einer Cliffortia und vor ihr liegt der Plan des Gartens von Hartekamp. Einer der Engel hält ein Thermometer mit der von Linné umgekehrten Skala in der Hand. Von der linken Seite werden Kybele neu entdeckte Pflanzen gereicht, eine Aloe aus Afrika, Kaffee aus Asien und eine Hernandia aus Amerika. Auf der rechten Seite ist eine Bananenpflanze, die Linné hier zum ersten Mal zu Blüte und Frucht brachte, abgebildet. Ein junger Apollon, der Linnés Züge trägt, betritt die Szenerie und bringt Licht in die Dunkelheit.

### Tafeln
Im Hortus Cliffortianus sind insgesamt 36 Tafeln mit Pflanzenabbildungen enthalten. Alle Tafeln wurden durch den Kupferstecher Jan Wandelaar ausgeführt. Die meisten Zeichnungen stammten von Georg Dionysius Ehret.
| Tafel   | Tafeltext                                                                                | Zeichnung |
| ------- | ---------------------------------------------------------------------------------------- | --------- |
| I.      | Folia Simplicica                                                                         |           |
| II.     | Folia Composita und Folia Determinata                                                    |           |
| III.    | Kaempferia                                                                               | Wandelaar |
| IV.     | Piper foliis cordatis, caule procumbente                                                 |           |
| V.      | Collinsonia                                                                              | Ehret     |
| VI.     | Gladiolus foliis linaribus                                                               | Ehret     |
| VII.    | Diervilla                                                                                | Wandelaar |
| VIII.   | Campanula foliis hastatis dentatis, caule determinate folioso                            | Ehret     |
| IX.     | Rauvolfia                                                                                | Ehret     |
| X.      | Turnera e petiolo florens, foliis seratis                                                | Ehret     |
| XI.     | Passerina foliis linearibus                                                              | Ehret     |
| XII.    | Helxine caule erecto, aculeis refexis exasperato                                         |           |
| XIII.   | Parkinsonia                                                                              | Ehret     |
| XIV.    | Bauhinia                                                                                 | Ehret     |
| XV.     | Bauhinia foliis quinquenerviis: lobis acuminatis remotissimis                            | Wandelaar |
| XVI.    | Heliocarpos                                                                              | Ehret     |
| XVII.   | Browallia                                                                                | Ehret     |
| XVIII.  | Martynia foliis seratis                                                                  | Wandelaar |
| XIX.    | Amorpha                                                                                  | Ehret     |
| XX.     | Dolichos caule perenni lignoso                                                           | Ehret     |
| XXI.    | Dolichos minimus, floribus luteus                                                        | Ehret     |
| XXII.   | Dalea                                                                                    | Ehret     |
| XXIII.  | Sigesbeckia                                                                              | Wandelaar |
| XXIV.   | Buphthalmum caule decomposita, calycibus ramiferis                                       | Ehret     |
| XXV.    | Milleria foliis ovatis, pendunculis simplicibus                                          | Ehret     |
| XXVI.   | Lobelia caule erecto, foliis cordatis obsolete dentatis petiolatis, corymbo terminatrice | Ehret     |
| XXVII.  | Anthospermum mas.                                                                        | Ehret     |
| XXVIII. | Dioscorea foliis cordatis, caule leavi                                                   | Ehret     |
| XXIX.   | Kiggelaria mas.                                                                          | Ehret     |
| XXX.    | Cliffortia foliis dentatis: mas.                                                         | Wandelaar |
| XXXI.   | Cliffortia foliis lanceolatis integerrimis: Femina                                       |           |
| XXXII.  | Cliffortia foliis linearibus pilosis: Femina                                             |           |
| XXXIII. | Hernandia                                                                                | Wandelaar |
| XXXIV.  | Hura calycibus acutis, floribus pentandris                                               | Ehret?    |
| XXXV.   | Roellia                                                                                  |           |
| XXXVI.  | Cassia calycibus acutis, floribus pentandris                                             |           |

### Auflagen
- 1. Auflage, Amsterdam 1737, Folio

## Nachweise